# 保育倫理
保育倫理（英語：conservation ethic，或僅作）是一個涉及資源的使用、分配和保護的倫理。其基點是保持健康的自然环境、漁業、棲息地和生物多樣性。其次要關注的是物質與能量的節約和保護，這被認為對保護自然世界有重要作用。
遵循保育倫理，尤其是提倡或為保育目標而努力的人，稱為保育人士（conservationist），相關運動稱為保育運動。